# Équipe cycliste Yoeleo Factory
L'équipe cycliste Yoeleo Factory est une équipe cycliste canadienne, active entre 2020 et 2023. Elle court avec le statut d'équipe continentale uniquement lors des saisons 2021 et 2022.

## Histoire de l'équipe
Basé à Montréal au Québec, l'objectif de THE 4MIND PROJECT est de promouvoir la santé mentale par le biais de randonnées à vélo en groupe dans les entreprises et d'inspirer leur communauté en contribuant à des courses cyclistes de classe mondiale. En 2020, un club amateur est donc lancé. En 2021, l'équipe devient une équipe continentale avec l'arrivée d'un nouveau sponsor principal, Yoeleo bike. La formation est renommée Yoeleo Test Team p/b 4MIND. En 2023, elle ne renouvelle pas sa licence et redevient un club amateur, puis disparait.

## Classements UCI
L'équipe participe aux épreuves des circuits continentaux et en particulier de l'UCI America Tour. Les tableaux ci-dessous présentent les classements de l'équipe sur les différents circuits, ainsi que son meilleur coureur au classement individuel.
UCI America Tour
| UCI America Tour | UCI America Tour       | UCI America Tour                          | UCI America Tour |
| Année            | Classement par équipes | Meilleur coureur au classement individuel |                  |
| ---------------- | ---------------------- | ----------------------------------------- | ---------------- |
| 2022             | 18e                    | Nicolas Côté (295e)                       |                  |
|                  |                        |                                           |                  |
| Source : UCI     |                        |                                           |                  |

UCI Europe Tour
| UCI Europe Tour | UCI Europe Tour        | UCI Europe Tour                           | UCI Europe Tour |
| Année           | Classement par équipes | Meilleur coureur au classement individuel |                 |
| --------------- | ---------------------- | ----------------------------------------- | --------------- |
| 2022            | -                      | Torbjørn Andre Røed (634e)                |                 |
|                 |                        |                                           |                 |
| Source : UCI    |                        |                                           |                 |

L'équipe est également classée au Classement mondial UCI qui prend en compte toutes les épreuves UCI et concerne toutes les équipes UCI.
| Classement mondial | Classement mondial     | Classement mondial                        | Classement mondial |
| Année              | Classement par équipes | Meilleur coureur au classement individuel |                    |
| ------------------ | ---------------------- | ----------------------------------------- | ------------------ |
| 2022               | 157e                   | Torbjørn Andre Røed (849e)                |                    |
|                    |                        |                                           |                    |
| Source : UCI       |                        |                                           |                    |

## Yoeleo Test Team p/b 4MIND en 2022
| Cycliste             | Date de naissance | Nationalité | Équipe 2021                            |  |
| -------------------- | ----------------- | ----------- | -------------------------------------- |  |
| Sindre Hvesser Brein | 11 mai 2001       | Norvège     |                                        |  |
| Nicolas Côté         | 1er août 1996     | Canada      | DC Bank-Probaclac (2020)               |  |
| Pablo Cruz           | 5 septembre 1992  | Honduras    | Yoeleo Test Team p/b 4MIND             |  |
| William Goodfellow   | 15 janvier 1988   | Canada      | Yoeleo Test Team p/b 4MIND             |  |
| Peder Antoni Gravås  | 22 avril 2002     | Norvège     |                                        |  |
| Sean Hollenbeck      | 30 septembre 1993 | États-Unis  |                                        |  |
| Alexandre Latil      | 6 mai 1996        | France      | Yoeleo Test Team p/b 4MIND             |  |
| Normann Latouche     | 13 août 1995      | France      |                                        |  |
| Clément Maertens     | 9 juin 1992       | France      | Yoeleo Test Team p/b 4MIND             |  |
| Zed Olivier Massé    | 25 octobre 2002   | Canada      | Yoeleo Test Team p/b 4MIND (Stagiaire) |  |
| Callum McQueen       | 14 mars 2000      | Royaume-Uni |                                        |  |
| Ryan Primeau         | 19 décembre 1992  | Canada      | Yoeleo Test Team p/b 4MIND             |  |
| Christopher Rowley   | 1er février 1992  | Canada      | Yoeleo Test Team p/b 4MIND             |  |
| Torbjørn Andre Røed  | 8 mars 1997       | Norvège     |                                        |  |
| Andre Sotberg        | 26 mars 1997      | Norvège     | Team Coop (2020)                       |  |